# Hospital Base San José de Osorno
El Hospital Base San José de Osorno es el principal recinto hospitalario de la provincia de Osorno, Chile. Ubicado en la capital de la provincia, es un hospital de tipo público de alta complejidad perteneciente al Servicio de Salud Osorno.

## Historia
Luego de varias epidemias de viruela que afectaron a la ciudad entre 1871 y 1883, se inició una campaña para la construcción de un hospital en Osorno, que finalmente fue entregado al uso público en 1888. El hospital fue administrado por una Junta de Beneficencia nombrada por la Municipalidad, pero a partir de 1890 la administración pasó a manos de las monjas de la Inmaculada Concepción.
Luego de que un incendio acabara con el hospital en 1901, fue reconstruido e inaugurado el 24 de abril de 1904. En 1918 el hospital fue nuevamente destruido por el fuego, y sus pacientes fueron trasladados a una escuela pública de la calle Los Carrera.
Tras esta destrucción, la Junta de Beneficencia y la ciudad completa reunieron fondos para la construcción de un nuevo hospital de concreto, denominado Hospital San José, que fue inaugurado en 1939, en un terreno al lado del Cementerio Alemán. El terremoto de 1960 dañó severamente al hospital, por lo que se inició la búsqueda de terrenos para la construcción de un nuevo centro de salud.
Los terrenos para el nuevo edificio fueron adquiridos en 1964, y fue finalmente inaugurado el 3 de octubre de 1974.